# Mittelwellensender Neugersdorf
Der Mittelwellensender Neugersdorf war eine Mittelwellensendeanlage in Neugersdorf. Die Anlage, welche auf der Gemeinschaftswelle 1602 kHz das Programm von Radio DDR1 verbreitete, wurde 1978 erbaut und ging am 7. November 1978 – zunächst wegen der Meldung von Störungen aus Tschechien auf der Frequenz 522 kHz – in Betrieb. Der Sender mit einer Ausgangsleistung von 1 kW verwendete als Sendegerät einen Tesla SRV 1T Sender und als Sendeantenne einen 36 Meter hohen, abgespannten Stahlfachwerkmast mit Reusenantenne.
Die Programmzuspielung erfolgte per Ballempfang.
Ende 1991 wurde die Anlage stillgelegt und 1992 abgebaut. Heute befindet sich auf dem Grundstück ein Wohnhaus.